# Dia (wyspa)
Dia (nowogr. Díía, Standía) jest małą grecką wyspą położoną na Morzu Kreteńskim na północ od wybrzeża środkowej Krety. Powierzchnia wyspy wynosi 12 km². Obecnie wyspa jest niezamieszkana. Jedynymi mieszkańcami wyspy są dzikie kozy (ich kreteńska odmiana nazywana przez Greków agrimi, a przez Amerykanów kri-kri). Wyspa jest widziana ze stolicy Krety Heraklionu. Kształtem przypomina gigantyczną jaszczurkę, co nawiązuje do mitu o powstaniu wyspy. Legenda mówi, że wielka jaszczurka chciała pożreć Kretę. Zeus widząc to rzucił na nią grom, który ją zabił i powalił na morze. Z jaszczurki miała powstać wyspa Dia.
Leży w administracji zdecentralizowanej Kreta, w regionie Kreta, w jednostce regionalnej Heraklion, w gminie Chersonisos.